# Kirchbach
Kirchbach är en ort och kommun  i Österrike. Den ligger i distriktet Hermagor i förbundslandet Kärnten, i den centrala delen av landet, 295 km sydväst om huvudstaden Wien. Kirchbach gränsar i söder till Paularo i Italien.
Kommunen består av 31 orter (Ortschaften) (inom parentes invånarantal 1 januari 2024):

- Anraun (1)
- Bodenmühl (6)
- Forst (26)
- Goderschach (59)
- Grafendorf (549)
- Griminitzen (37)
- Gundersheim (266)
- Hochwart (16)
- Katlingberg (3)
- Kirchbach (503)
- Krieben (2)
- Lenzhof (10)
- Oberbuchach (17)
- Oberdöbernitzen (45)
- Rauth (6)
- Reisach (347)
- Reißkofelbad (16)
- Rinsenegg (2)
- Schimanberg (23)
- Schmalzgrube (12)
- Schönboden (5)
- Staudachberg (7)
- Stranig (90)
- Stöfflerberg (13)
- Tramun (7)
- Treßdorf (182)
- Unterbuchach (6)
- Unterdöbernitzen (19)
- Waidegg (205)
- Wassertheurerberg (5)
- Welzberg (7)